# FC Locarno
O FC Locarno, mais conhecido como Locarno, é um clube de futebol suíço com sede em Locarno. Manda seus jogos no Stadio del Lido, com capacidade para abrigar 5.000 torcedores.
Disputa a Segunda Liga Inter-regional, equivalente a quinta divisão da Suíça.

## História
O clube foi fundado em 1906 e passou a maior parte do tempo competindo em níveis inferiores do futebol suíço. Apesar disso, teve algumas temporadas na primeira divisão, enfrentando equipes de alto nível e os principais clubes do país. Embora essas passagens tenham sido breves, foram momentos memoráveis na história do clube.

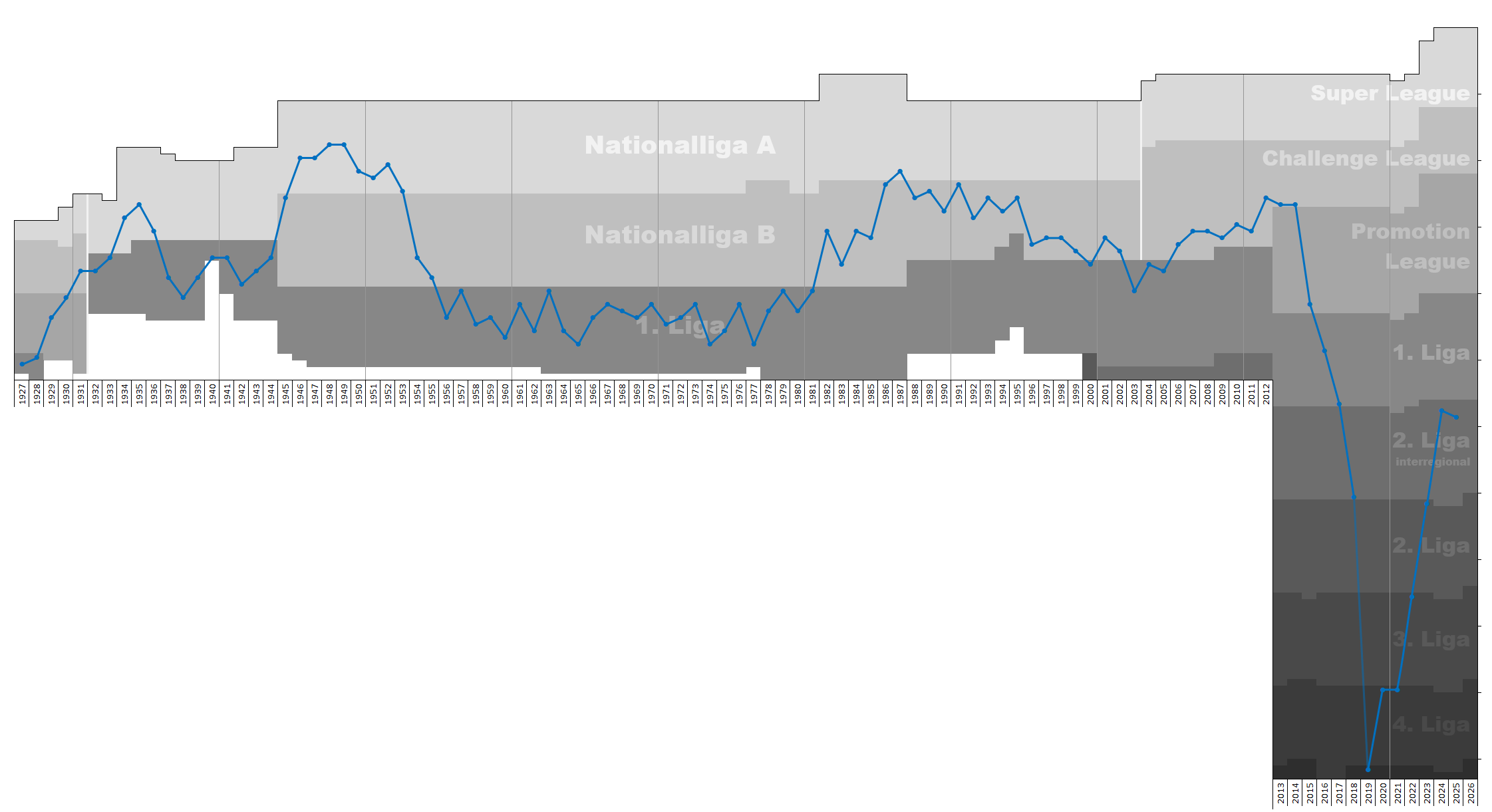
Gráfico das posições da tabela do FC Locarno no sistema da liga suíça de futebol

### Falência
As portas da Segunda Liga Inter-regional, jamais tão baixas em 111 anos de história, se abriram após  uma temporada de trégua. Em janeiro de 2018, o clube faliu.